# Incidente di Exeter
Per incidente di Exeter si intende un avvistamento di UFO verificatosi nel 1965 negli Stati Uniti d'America a circa 8 km a sud della città di Exeter nel New Hampshire. L'avvistamento ha avuto come principali testimoni un giovane del posto, Norman Muscarello, e due ufficiali di polizia, Eugene Bertrand e David Hunt.

## Cronologia degli eventi
Il 3 settembre 1965 interno alle 2 a.m. il diciottenne Norman Muscarello, diplomatosi da poco e in attesa di partire per il servizio militare nella U.S. Navy, stava facendo l'autostop per tornare a casa dopo avere fatto visita alla famiglia della sua ragazza. Dato che non possedeva un'auto, per muoversi era costretto a fare l'autostop, ma quella notte c'era poco traffico. Mentre camminava, notò cinque luci rosse che lampeggiavano sulle cime di alcuni alberi poco distanti. Secondo il racconto del giovane, le luci illuminarono gli alberi e anche la fattoria vicina, che apparteneva alla famiglia Dining. Muscarello vide le luci muoversi verso di lui, per cui si spaventò e scappò, cadendo in un fosso. Le luci andarono via e si librarono sulla fattoria dei Dining, poi tornarono sopra gli alberi. Muscarello corse alla fattoria e bussò con insistenza, ma non aprì nessuno perché i Dining erano fuori. Quando vide che arrivava un'auto, il giovane corse verso la strada e fermò la vettura chiedendo aiuto; la coppia che era in auto lo fece salire e lo condusse alla stazione di polizia di Exeter.
Muscarello raccontò l'accaduto all'ufficiale di polizia Reginald Toland, il quale, conoscendo il giovane, rimase impressionato dal suo stato di agitazione. Toland chiamò per radio il collega Eugene Bertrand, che quella sera, mentre era in servizio, aveva incontrato una donna spaventata, seduta nella sua auto, che gli aveva raccontato che era stata seguita per 12 miglia (19 km) da un grande oggetto con cinque luci rosse lampeggianti, che quando aveva fermato la sua auto si era fermato anch'esso e poi era andato via. Bertrand prese Muscarello a bordo dell'auto di servizio e si diresse verso il luogo indicato dal giovane. Arrivati sul posto e scesi dall'auto, sentirono alcuni cavalli che scalciavano e facevano rumore e alcuni cani che abbaiavano. I due videro un grande oggetto scuro con cinque luci rosse lampeggianti che si muoveva lentamente in cielo, spostandosi dal bosco verso la fattoria. Bertrand chiese per radio l'assistenza di un altro poliziotto, David Hunt. Mentre aspettavano, continuarono ad osservare l'oggetto, che secondo la descrizione di Bertrand era inclinato di 60°, si trovava ad un'altezza di circa 30 metri e si muoveva oscillando avanti e indietro, mentre le luci rosse lampeggiavano alternativamente in rapida sequenza. Finalmente arrivò Hunt e vide anche lui lo strano oggetto, che dopo un po' si spostò verso il bosco e sparì dalla vista. Dopo poco tempo, Hunt vide passare un bombardiere B-47; il poliziotto dichiarò successivamente ad un giornalista che "non si poteva fare alcun confronto tra l'UFO e il bombardiere". I tre tornarono quindi alla stazione di polizia, dove fecero deposizioni separate, poi Bertrand accompagnò Muscarello a casa, raccontando l'accaduto ai suoi genitori.

## Indagini e spiegazioni ufficiali
Il capo della polizia di Exeter lesse le deposizioni di Muscarello e dei due poliziotti e informò la vicina base aerea di Pease, che inviò a Exeter il maggiore David Griffin e il sottotenente Alan Brandt. I due ufficiali interrogarono Muscarello e i due poliziotti e inviarono un rapporto agli investigatori del Progetto Blue Book. 
Nel frattempo l'avvenimento era stato ampiamente pubblicizzato sui mezzi di comunicazione e il giornalista John G. Fuller si recò a Exeter a indagare. L'ufficiale di polizia Toland, che la notte dell'avvistamento si trovava alla stazione di polizia, disse al giornalista di avere ricevuto diverse telefonate da parte di residenti della zona di Exeter, che segnalavano avvistamenti di UFO. 
Presa visione del rapporto degli ufficiali Griffin e Brandt, il responsabile del Progetto Blue Book, maggiore Hector Quintanilla, rilasciò una dichiarazione secondo cui l'avvistamento si poteva spiegare con un'esercitazione dell'U.S. Air Force svoltasi quella notte e denominata "Operazione Big Blast". Quintanilla disse anche che quella notte c'erano in zona cinque bombardieri B-47 e nessuno di essi riferì l'avvistamenmto di oggetti sconosciuti. La spiegazione fu contestata dai testimoni, in particolare dai due poliziotti, che scrissero una lettera indirizzata al Progetto Blue Book affermando che l'avvistamento si era verificato un'ora dopo la fine dell'operazione Big Blast. Anche Fuller e gli ufologi del NICAP contestarono la spiegazione ufficiale. Il Pentagono avanzò una spiegazione alternativa, ipotizzando che i testimoni avessero visto stelle e pianeti, ma tale ipotesi non fu giudicata fondata. Fu avanzata allora l'ipotesi che i testimoni avessero visto le luci di atterraggio della base di Pease; fu condotto un esperimento in proposito, ordinando al personale della base di accendere le luci ad una certa ora, ma gli osservatori dislocati a Exeter non videro nulla. Nel gennaio 1966 il tenente colonnello John Spaulding, responsabile dell'ufficio di segreteria dell'U.S. Air Force, rispose alla lettera dei due poliziotti, affermando che in base ad informazioni supplementari ricevute dalla base aerea di Wright-Petterson, non era stato possibile identificare l'oggetto osservato dai testimoni nella notte del 3 settembre 1965.
L'incidente di Exeter fu giudicato uno dei casi più documentati e pubblicizzati della storia dell'ufologia. Il giornalista John G. Fuller pubblicò sul caso un libro nel 1966, che entrò nella classifica dei best seller del New York Times.

## Spiegazioni degli scettici
Nel 1996 l'ufologo scettico Martin Kottmeyer ipotizzò che si sia trattato di uno scherzo effettuato montando cinque luci lampeggianti su un aquilone. L'ipotesi fu giudicata poco probabile, perché uno scherzo che avrebbe richiesto un accurato lavoro non sarebbe stato effettuato in un'ora così tarda e in una zona così poco frequentata.
Nel 2011 Joe Nickell, un investigatore scettico, e James McGaha, un astronomo ed ex ufficiale pilota dell'U.S. Air Force, in un articolo pubblicato sulla rivista Skeptical Inquirer hanno proposto una spiegazione per l'incidente di Exeter. Quando era pilota militare, McGaha è stato rifornito in volo da aerei cisterna KC-97 dello stesso tipo di quelli che nel 1965 si trovavano nella base aerea di Pease, vicina a Exeter. McGaha ha affermato di avere riconosciuto le luci rosse lampeggianti viste da Muscarello e dal poliziotto Bertrand. Prima di effettuare il rifornimento, le luci rosse poste nella parte inferiore della carlinga lampeggiavano nello stesso modo; queste luci si sarebbero riflesse sull'asta metallica di rifornimento, che pendeva a 60° ed ondeggiava secondo il vento quando non era controllata dall'operatore. Ciò sarebbe coerente con la descrizione dei testimoni, secondo cui l'oggetto "ondeggiava come una foglia".